# Rumänska kommunistpartiet
Rumänska kommunistpartiet (rumänska: Partidul Comunist Român, förkortat PCR) var ett kommunistiskt parti i Rumänien. Partiet, som hade sitt högkvarter i Bukarest, grundades 8 maj 1921 och upplöstes 22 december 1989. Dess siste generalsekreterare var Nicolae Ceaușescu, som avrättades tre dagar efter att partiet upplösts.
Rumänska kommunistpartiet var en efterföljare till den bolsjevikiska grenen av Rumäniens socialistparti. Under nästan hela mellankrigstiden var PCR ett litet, olagligt parti. Under 1930-talet fängslades de flesta aktiva inom PCR eller flydde till Sovjetunionen. Det ledde till att partiet splittrades i flera olika grenar fram till 1950-talet.
PCR framträdde som en kraftfull aktör på den rumänska politiska scenen i augusti 1944. Partiet var iblandat i kung Mikael I:s statskupp som störtade Ion Antonescus nazivänliga regering. Med stöd av de sovjetiska ockupationsstyrkorna tvingades Mikael I sedan i exil. 
1948 gick Rumäniens socialdemokratiska parti och PCR samman under namnet Rumänska arbetarpartiet (Partidul Muncitoresc Român, PMR). Kommunisterna innehade dock en dominerande ställning inom alliansen, och 1965 ändrades namnet tillbaka till Rumänska kommunistpartiet. Partiet var det dominerande partiet i landet och det enda styrande från 1948 till 1989.

## Generalsekreterare för Rumänska kommunistpartiet
| Generalsekreterare     | Ämbetsperiod                    |
| Gheorghe Cristescu     | 1921–1924                       |
| Elek Köblös            | 1924–1927                       |
| Vitali Holostenco      | 1927–1931                       |
| Alexander Stefanski    | 1931–1936                       |
| Boris Stefanov         | 1936–1940                       |
| Ştefan Foriş           | 1940–1944                       |
| Gheorghe Gheorghiu-Dej | Oktober 1945–20 april 1954      |
| Gheorghe Apostol       | 20 april 1954–30 september 1955 |
| Gheorghe Gheorghiu-Dej | 30 september 1955–19 mars 1965  |
| Nicolae Ceaușescu      | 22 mars 1965–22 december 1989   |

## Partikongresser
| Kongress | Datum         | Plats    |
| I:a      | Maj 1921      | Bukarest |
| II:a     | Oktober 1922  | Ploiești |
| III:e    | Augusti 1924  | Wien     |
| IV:e     | Juli 1928     | Charkiv  |
| V:e      | December 1931 | Gorikovo |
| VI:e     | Februari 1948 | Bukarest |
| VII:e    | December 1955 | Bukarest |
| VIII:e   | Juni 1960     | Bukarest |
| IX:e     | Juli 1965     | Bukarest |
| X:e      | Augusti 1969  | Bukarest |
| XI:e     | November 1974 | Bukarest |
| XII:e    | November 1979 | Bukarest |
| XIII:e   | November 1984 | Bukarest |
| XIV:e    | November 1989 | Bukarest |